# فرانچسکو ردا
فرانچسکو ردا (ایتالیایی: Francesco Reda؛ زادهٔ ۱۹ نوامبر ۱۹۸۲) دوچرخه‌سوار اهل ایتالیا است. وی در مسابقات تور دو فرانس و جیرو دیتالیا شرکت کرده است.